# Keyhole Markup Language
Keyhole Markup Language (KML) é uma linguagem baseada em XML e serve para expressar anotações geográficas e visualização de conteúdos existentes nessa linguagem como mapas em 2D e navegadores terrestre em 3D. KML foi desenvolvido para uso com o Google Earth, que era originalmente chamado de Keyhole Earth Viewer. Este foi criado por Keyhole, Inc, e que mais tarde foi adquirida pelo Google em 2004.
Arquivos KML são muito frequentemente distribuídos como pacotes KMZ, que são arquivos KML zipados e usam a extensão a .kmz.